# Constantin-Neculai Pătrăuceanu
Constantin-Neculai Pătrăuceanu (n. 16 noiembrie 1976, Ștefănești, Botoșani, România) este un deputat român, ales în 2020 din partea PSD. 